# Wapen van Zijpe

Wapen van de gemeente Zijpe.

Het wapen van Zijpe werd in 1820 aan de gemeente Zijpe toegekend.  Wat kleurgebruik betreft is het een uniek gemeentewapen: het schild is namelijk van purper. De gemeente Zijpe heeft in 1815 tweemaal een ontwerp ingediend. Net als veel andere gemeenten reageerde ook Zijpe op de oproep in de Staatscourant om een ontwerp voor een gemeentelijk wapen in te dienen. In 1819 werd het ontwerp uit 1815 teruggevonden. Het wapen is per 1 januari 2013 buiten gebruik gesteld. De gemeente is op die datum gefuseerd met de oude gemeente Schagen en met de gemeente Harenkarspel tot een nieuwe gemeente Schagen.

## Geschiedenis
In januari 1815 werden, via de Staatscourant, alle Nederlandse gemeenten opgeroepen om een gemeentewapen te laten vastleggen. De gemeente had toen nog een schout en deze had een ontwerp naar de Hoge Raad van Adel gestuurd. Op 18 oktober van dat jaar kwam er echter bericht van de gouverneur van Noord-Holland, dat het originele ontwerp niet was ontvangen. Vier jaar later werd de stilte verbroken; in de tussentijd was de behandelend secretaris opgevolgd en diens opvolger vond het ingezonden ontwerp tussen andere stukken.
De kleuren van het wapen werden niet genoemd, om die reden vroeg de secretaris aan de schout om het wapen opnieuw in te dienen, maar dan met kleuren. Uiteindelijk verkreeg Zijpe in 1820 haar wapen. De beschrijving was wel aangepast, de verschillen waren ook aanzienlijk. Bij het indienen van dit wapen gaf de gemeente aan dat het om het wapen van het rechtsgebied de Zijpe- en Hazepolder zou gaan. Echter, het bleek niet het wapen van het rechtsgebied te zijn, maar van het waterschap. Deze wapens hadden wel een groot verschil, de zwaan op het wapen van het waterschap was een zwemmende zwaan, die van de gemeente een staande zwaan.
Ondanks twee fusies, in 1929 met de gemeente Petten en in 1990 met de gemeente Callantsoog, heeft de gemeente Zijpe en haar naam en haar wapen tijdens haar bestaan van 1820 tot 2013 behouden.

## Blazoenering
De volgende blazoenering werd door de schout van de gemeente Zijpe naar de Hoge Raad van Adel gestuurd, maar nooit aan de gemeente toegekend omdat deze een tijd lang was zoekgeraakt:
Bestaande in eene Leeuw, houdende in zijn voorste pooten een gestrikt lint vastgemaakt aan een goud schild, waarop een gehalsbande zwaan op een rietveld staande, hetzelve niet behoorlijk in kleuren afgetekend zijnde bevonden.
In deze beschrijving staat dat een leeuw met zijn voorpoten een gestrikt lint vasthoudt, de leeuw is de schildhouder. Dit lint zit vast aan een gouden schild met daarop een zwaan met een halsband, staande op een rietveld. De zwaan is niet gekleurd.
Op 9 februari 1820 kreeg de gemeente Zijpe, na dus opnieuw een ontwerp ingediend te hebben, uiteindelijk de volgende beschrijving toegewezen:
Zijnde een schild van purper, beladen met een zwaan in natuurlijke kleuren, om deszelfs hals een kroon van goud en staande op een groene grond. Het schild van achteren aan een blauw lint vastgehouden door een, op groene grond staande, rode klimmende leeuw.
Het gouden veld heeft plaatsgemaakt voor een purperen veld, met daarop staande een zwaan van natuurlijke kleuren. De zwaan heeft nu een gouden kroon om de hals en staat niet langer op een rietveld, maar op een groene ondergrond. Het lint wordt nu vermeld als zijne blauw van kleur en de leeuw rood. De leeuw is klimmend en aanziend, dus hij staat op de achterpoten en kijkt naar de toeschouwer. Omdat de blazoenering het slechts heeft over een klimmende leeuw, is de kop van de leeuw mogelijk verkeerd geplaatst en hoort deze naar het wapen te kijken in plaats van naar de toeschouwer. Als de leeuw naar de toeschouwer kijkt, wordt dit namelijk doorgaans vermeld in de beschrijving.

## Symboliek
Gemeentewapens bevatten doorgaans symbolen die voor elementen uit de gemeente of uit de geschiedenis van de gemeente staan. Het wapen van Zijpe is hierop geen uitzondering.

### Het schild
Hoe het wapen van Zijpe aan een purperen veld komt, is onduidelijk, vermoedelijk is het het resultaat van foutieve interpretatie van een zwart-wit afbeelding uit 1818. Op die afbeelding was het schild gearceerd van rechtsonder naar linksboven. Echter in het wapenboek van A. Schoenmaker was het schild blauw van kleur, wat wel overeenkomt met de ontstaansgeschiedenis van de Zijpe- en Hazepolder. Het blauw komt wel terug in het lint dat de leeuw vasthoudt.
Het schild staat ook symbool voor bescherming, in de middeleeuwen betrof het een beschermingsmiddel van de ridders voor zichzelf. In moderne tijden staat het symbool voor de bescherming die de gemeente moet bieden aan haar inwoners.

### De zwaan
In het eerste ontwerp had de zwaan geen kroon om de hals, maar een halsband. Het is niet duidelijk waarom deze halsband is vervangen door een kroon. Deze zwaan stond in het eerste ontwerp op een rietveld, voorheen kwamen er veel rietvelden voor in de polders, hier hielden heren hun zwanen. Deze rietvelden maakten plaats voor grasland door de inpoldering. Mogelijk is dit ook in het wapen aangepast.

### De leeuw
Een leeuw in een wapen staat doorgaans voor kracht en moed. Leeuwen komen dan ook veelvuldig voor in wapens, soms als wapendier, soms, zoals in dit geval, als schildhouder. De leeuw is de enige schildhouder, dit komt wel meer voor in gemeentewapens in Noord-Holland, buiten Noord-Holland komt het minder voor. Aan de rode kleur van de leeuw is te zien dat het de Hollandse leeuw betreft.

## Wapens met de kleur purper
In Nederland is het gebruik van de kleur purper zeldzaam. De volgende gemeentewapens hadden ook een of meer elementen, zijnde niet het schild zelf, in purper:

Het wapen van Hoek
Het wapen van Beek
Het wapen van IJzendijke

Abbekerk
· Akersloot
· Andijk
· Ankeveen
· Anna Paulowna
· Assendelft
· Avenhorn
· Barsingerhorn
· Beemster
· Beets
· Bennebroek
· Berkenrode
· Berkhout
· Bijlmermeer
· Blokker
· Bovenkarspel
· Broek in Waterland
· Broek op Langedijk
· Buiksloot
· Bussum
· Callantsoog
· De Rijp
· Egmond
· Egmond aan Zee
· Egmond-Binnen
· Graft
·  Graft-De Rijp
· 's-Graveland
· Groet
· Grootebroek
· Grosthuizen
· Haarlemmerliede
· Haarlemmerliede en Spaarnwoude
· Harenkarspel
· Heerhugowaard
· Hensbroek
· Hoogkarspel
· Hoogwoud
· Ilpendam
· Jisp
· Kalslagen
· Katwoude
· Koedijk
· Koog aan de Zaan
· Kortenhoef
· Krommenie
· Kwadijk
· Langedijk
· Leimuiden
· Limmen
· Marken
· Middelie
· Midwoud
· Monnickendam
· Muiden
· Naarden
· Nederhorst den Berg
· Nibbixwoud
· Niedorp
· Nieuwe Niedorp
· Nieuwendam
· Nieuwer-Amstel
· Noord-Scharwoude
· Noorder-Koggenland
· Obdam
· Oosthuizen
· Opperdoes
· Oterleek
· Oude Niedorp
· Oudendijk
· Oudkarspel
· Oudorp
· Petten
· Ransdorp
· Schardam
· Scharwoude
· Schellingwoude
· Schellinkhout
· Schermer
· Schermerhorn
· Schoorl
· Schoten
· Sijbekarspel
· Sint Maarten
· Sint Pancras
· Sloten
· Spaarndam
· Spaarnwoude
· Spanbroek
· Twisk
· Urk
· Ursem
· Veenhuizen
· Venhuizen
· Warder
· Warmenhuizen
· Waverveen
· Weesp
· Weesperkarspel
· Wervershoof
· Wester-Koggenland
· Westwoud
· Westzaan
· Wieringen
· Wieringermeer
· Wieringerwaard
· Wijdenes
. Wijdewormer
. Wijk aan Zee en Duin
· Wimmenum
· Winkel
· Wognum
· Wormer
· Wormerveer
· Zaandam
· Zaandijk
· Zeevang
· Zijpe
· Zuid-Scharwoude
· Zuid- en Noord-Schermer
· Zwaag

Dorpswapens:
Hauwert
· Volendam
· Zwaagdijk-West